# Fornasetti
Fornasetti è un'azienda di design artistico fondata nel 1940 a Milano da Piero Fornasetti, guidata dal figlio del fondatore, Barnaba Fornasetti, conosciuta anche a livello internazionale  per la creazione di oggetti decorati per la casa realizzati a mano.
L'azienda opera in più di 40 paesi attraverso punti vendita monomarca, rivenditori terzi e tramite il proprio canale di vendita internet.

## Storia
Le origini dell'azienda partono dall'attività della stamperia d'arte che Piero Fornasetti inaugurò negli anni trenta a Milano. La "Stamperia d'Arte Fornasetti" riscosse un certo successo nell'ambiente culturale milanese; Raffaele Carrieri nel 1978 scrisse su Epoca: "È stato il primo a stampare litografie di De Chirico a Milano in un tempo piuttosto remoto".
Momento fondamentale per la fondazione dell'azienda vera e propria fu l'incontro tra Piero Fornasetti e Gio Ponti, negli anni quaranta, che portò all'apertura dell'Atelier Fornasetti.
Tra i primi successi aziendali, oltre che della collaborazione con Ponti, vi fu il trumeau Architettura, esposto poi alla IX Triennale di Milano nel 1951, di cui un esemplare è parte della collezione del Victoria and Albert Museum di Londra.
Negli anni cinquanta Fornasetti utilizzò il volto di Lina Cavalieri per la sua serie Tema e Variazioni, divenuta nel tempo una delle icone dello stile Fornasetti. Partendo da un ritratto dell'attrice, Fornasetti rielaborò oltre quattrocento "variazioni", che continuano ad essere sviluppate dal reparto creativo dell'azienda. La serie conquistò un vasto pubblico di scrittori e intellettuali: Alberto Moravia dedicò un testo alle infinite variazioni del volto di Lina Cavalieri, mentre Henry Miller scelse nel 1971 uno dei decori della serie come copertina della sua autobiografia My Life and Times.
Alla fine degli anni sessanta il clima culturale cambiò, con un declino della decorazione a scapito del razionalismo e della funzione sulla forma. Fornasetti faticò a rientrare nelle nuove logiche di mercato e di produzione industriale .
Le difficoltà incontrate in questo periodo raffreddarono anche il rapporto con Ponti, che gli rimproverò di non riuscire a rinnovarsi.
Fornasetti decise di dare continuità alla sua opera con altri strumenti e vie di espressione. Continuò a portare avanti l'attività del suo atelier e allargò le sue attività all'ambito culturale. Nel 1977, assieme a un gruppo di amici e soci, diresse la Galleria dei Bibliofili, dove espose sia la sua produzione sia quella di artisti contemporanei.
All'inizio degli anni ottanta Piero Fornasetti cominciò a collaborare con suo figlio Barnaba. La collaborazione portò ad un primo progetto, l'Archivettura, automobile decorata a tema architettonico.
In questa fase la notorietà di Fornasetti tornò a imporsi all'attenzione collettiva: a Londra nel 1984 aprì la galleria Themes and Variations ad opera di Liliane Fawcett, tributo all'opera dell'azienda e del suo creatore.
Nel 1988 Piero Fornasetti morì improvvisamente. Il figlio Barnaba decise di portare avanti l'attività e assunse la direzione dell'azienda. Ciò portò alla collaborazione tra Barnaba Fornasetti e Patrick Mauriès per una prima corposa monografia, intitolata Designer of Dreams, pubblicata nel 1991 da Thames&Hudson; vi fu poi una mostra dedicata all'opera di Piero Fornasetti, al Victoria and Albert Museum, e infine il lancio della monografia in edizione inglese, Fornasetti The Complete Universe edita da Rizzoli USA nel 2010.
Nel 1993 Barnaba Fornasetti allargò i confini aziendali, in termini di linee di produzione, geografici e di collaborazioni creative, tra cui anche la moda. In quest'anno infatti venne lanciata la prima collezione di abiti di Fornasetti, in collaborazione con Lawrence Steele.
Con l'avvento del nuovo millennio la nuova guida dell'azienda consolidò la presenza nel contesto contemporaneo, con l'ampliamento della varietà produttiva e del confronto con personalità artistiche contemporanee diverse. 
Si moltiplicarono le collaborazioni, aggiungendo nell'ambito del design quella con Nigel Coates, mentre nell'ambito della moda collaborarono Valentino e Comme des Garçons, e collaborazioni con artisti contemporanei, tra cui la pittrice britannica Anj Smith.
In questi anni sono stati realizzati anche i progetti culturali di più ampio respiro. Per il centenario della nascita di Piero Fornasetti, è stata allestita la retrospettiva Piero Fornasetti. 100 anni di follia pratica, presentata alla Triennale di Milano, al Musée des Arts Décoratifs di Parigi e al Dongdaemun Design Plaza di Seul. Vi furono inoltre mostre al Museo Nazionale Romano Palazzo Altemps a Roma e ad Artipelag a Stoccolma.
Nel 2015 l'atelier firmò la decorazione della libreria Rizzoli a New York e la decorazione degli interni del Teatro dell'Arte della Triennale di Milano. L'anno successivo l'Atelier Fornasetti ha prodotto un'opera lirica, Il dissoluto punito, ossia il Don Giovanni, che ha visto tra gli altri anche la collaborazione dello stilista Romeo Gigli. L'opera è andata in scena presso il già citato Teatro dell'Arte a Milano e al Teatro della Pergola a Firenze.
Tra il 2016 e il 2019 furono inaugurati due nuovi negozi monomarca: un nuovo punto vendita a Milano, a cui è seguito un negozio a Londra all'interno di Harrods. Il decennio si è chiuso con la costituzione di Fornasetti Cult, un'associazione no-profit per sovvenzionare progetti e iniziative culturali.
Il decennio 2020 si è aperto con una collaborazione con Louis Vuitton e Nicolas Ghesquière e con ibridazioni nel mondo dell'arte come il progetto Eroica: Beethoven and Bonaparte che vuole approfondire il legame tra Ludwig van Beethoven e Napoleone Bonaparte.